# Orthostigma longicorne
Orthostigma longicorne är en stekelart som beskrevs av Konigsmann 1969. Orthostigma longicorne ingår i släktet Orthostigma och familjen bracksteklar. Arten är reproducerande i Sverige. Inga underarter finns listade i Catalogue of Life.